# Cyperus ischnos
Cyperus ischnos là loài thực vật có hoa trong họ Cói. Loài này được Schltdl. mô tả khoa học đầu tiên năm 1849.